# Stetten, Áo
Stetten là một thị trấn ở huyện Korneuburg thuộc bang Niederösterreich nước Áo. Đô thị Stetten, Áo có diện tích 7,7 km², dân số năm 2001 là 1065 người.